# Kurtenwaldbach
Der Kurtenwaldbach ist ein rund 11,5 km langer Fluss in Nordrhein-Westfalen, der im Rheinisch-Bergischen Kreis entspringt und auf der Gemarkung der Stadt Köln in einem Teich versickert.

## Verlauf
Der Bach entspringt im Rösrather Stadtteil Forsbach. Er verläuft in südwestlicher Richtung an der Grenze der Siedlungsbebauung und des Königsforsts. Im weiteren Verlauf unterquert er die Kölner Straße und durchquert den Waldhausteich. Anschließend unterquert er die Bundesautobahn 3 und fließt durch die Wahner Heide. Hinter dem Grengeler Mauspfad zweigt er nach Süden ab und erreicht schließlich das Gut Leidenhausen. Dort versickert er in einem Teich.